# Никола Лиман (књижевни лик)
Никола Лиман је књижевни јунак серијала српских криминалистичких романа Ђорђа Бајића.

## Опис лика
Никола Лиман је јунак четири романа и једне новеле. У питању је полицијски инспектор са највећим бројем решених случајева у својој станици МУП-а у Булевару Деспота Стефана. Описан је као женскарош и заводник. Сарадници у књигама су му начелник полиције Младен Дражевић, и колега и пријатељ Дане Банић, а често тајно и доушник таблоидни новинар Филип Оташевић, док су неке од значајнијих љубавних веза: бивша супруга Јадранка Лиман, адвокатица Кристина Пајић и стриптизета Инге. Књижевни  критичари и писци Милан Аранђеловић, Дејан Стојиљковић, Горан Скробоња су лик Лимана, упоредили са скандинавским јунаком Харијем Хулеом.
Хронолошки редослед романа:
- Смрт у ружичастом (2021, Лагуна)[3]
- Умри љубави (2023, Лагуна)[4]
- Једно ђубре мање (2024, коначна верзија, Лагуна)[5]
- Жута кабаница (2013, Чаробна књига)[6]

Приповетка:
- Кошута (2018, збирка Балкан Ноар)